# Morulina mackenziana
Morulina mackenziana är en urinsektsart som beskrevs av Hammer 1953. Morulina mackenziana ingår i släktet Morulina och familjen Neanuridae. Inga underarter finns listade i Catalogue of Life.